# 1990 في الصين
فيما يلي قوائم الأحداث التي وقعت خلال عام 1990 في الصين.

## سياسة

### تعيين في المنصب
- 19 مارس – جيانغ زيمين رئيس اللجنة العسكرية المركزية لجمهورية الصين الشعبية  [لغات أخرى]‏.

## مواليد

### فبراير
- 3 فبراير – منغ جيا
- 19 فبراير – يو شولونج لاعب كرة سلة صيني.
- 26 فبراير – لو ون لاعبة كرة سلة صينية.

### مارس
- 8 مارس – مينغ شي عارضة صينية.
- 22 مارس – وانج في لاعبة كرة قدم صينية.

### أبريل
- 20 أبريل – لوهان

### مايو
- 30 مايو – هان زينيون لاعبة كرة مضرب صينية.

### يونيو
- 5 يونيو – لي شياوشو لاعب كرة سلة صيني.
- 20 يونيو – دينغ نينغ لاعبة تنس طاولة صينية.

### أكتوبر
- 27 أكتوبر – دينغ جينهوي لاعب كرة سلة صيني.

### نوفمبر
- 6 نوفمبر – كريس وو
- 11 نوفمبر – تشيانغ شينجي منافِسة ألعاب قوى صينية.

### ديسمبر
- 11 ديسمبر – هي زي غطاسة صينية.

## وفيات

### أبريل
- 6 أبريل – زيدان يوسف (مواليد 1964)

### مايو
- 28 مايو – تاييتشي أونو (مواليد 1912)

### نوفمبر
- 26 نوفمبر – فونغ يو لان (مواليد 1895) فيلسوف صيني.

### ديسمبر
- 14 ديسمبر – تشانغ تشون (مواليد 1889) سياسي صيني.